# Schottwien
Schottwien là một thị xã thuộc huyện Neunkirchen trong bang Niederösterreich.